# Estudi de models
Estudi de models (títol original en anglès: Model Shop) és una pel·lícula franco-estatunidenca dirigida per Jacques Demy, produïda per Columbia Pictures i estrenada el 1969. Ha estat doblada al català.
És el tercer film de la trilogia començada amb Lola i continuada amb Les Parapluies de Cherbourg.

## Argument
A Los Angeles, George Matthews, arquitecte a l'atur, és amenaçat de confiscar el seu cotxe esportiu si no paga 100$ en un breu termini; discuteix amb la seva amiga, Glòria, més «realista» que ell, després marxa a la recerca dels diners.
En el decurs d'aquesta cerca, s'assabenta, telefonant als seus pares, que ha rebut el full d'allistament per al Vietnam i troba una dona misteriosa (Lola). Un amic músic li presta els 100 $ que necessita, però en gastarà una part a l'indret on descobreix que Lola treballa posant per a fotos sexy, un model shop . Al vespre, torna al model shop  a veure Lola; passen la nit junts.
L'endemà, li dona 75$ que li permetran tornar a França. De tornada a casa seva, es troba amb la marxa de Glòria; intenta telefonar a Lola, però s'assabenta que ja ha marxat; al mateix temps, veu una grua que s'enduu el seu automòbil comprat a terminis.

## Repartiment
- Anouk Aimée: Lola
- Gary Lockwood: George Matthews
- Alexandra Hay: Gloria
- Carol Cole: Barbara (collogater de Lola)
- Tom Holland: Gerry (amic de Gloria)
- Neil Elliot: Fred
- Duke Hobbie: David
- Craig Littler: Rob
- Jon Lawson: Tony
- Jeanne Sorel: Secretària
- Jacqueline Miller: Model N°1
- Anne Randall: Model N°2

## Producció
Harrison Ford, encara desconegut, va ser preseleccionat per Jacques Demy per al paper principal, però els productors es van estimar més Gary Lockwood, després de l'èxit de 2001: una odissea de l'espai.